# سيموني سانتاريلي
سيموني سانتاريلـّي (Simone Santarelli) ، (روما، 7 سبتمبر 1988) ، لاعب كرة قدم إيطالي في مركز حراسة المرمى .
و هو يلعب مع حاليا نادي لاتسيو ، لكنه لم يظهر بعد مع الفريق الأول.